# Princ alpský
Princ alpský (Prince Of The Alps) je rakouský dokument z roku 2007. Popisuje jelena lesního, udává srovnání s často zaměňovaným srncem a ukazuje, jaké mu hrozí nebezpečí od člověka, nebo predátorů ze zvířecí říše (vlci, medvědi atd.). V Česku byl vysílán poprvé na Viasat Nature.